# کیلبورن (اوهایو)
کیلبورن (به انگلیسی: Kilbourne) یک منطقهٔ مسکونی در ایالات متحده آمریکا است که در اوهایو واقع شده‌است. کیلبورن ۱٫۱۶ کیلومتر مربع مساحت و ۱۳۹ نفر جمعیت دارد و ۲۷۸٫۹ متر بالاتر از سطح دریا واقع شده‌است.